# Нанкинский центр олимпийских видов спорта
Нанкинский центр олимпийских видов спорта (кит. упр. 南京奥林匹克体育中心) — многофункциональный стадион в Нанкине, провинция Цзянсу, КНР. Вмещает 60 000 зрителей. Является домашним стадионом для команды китайской Суперлиги «Цзянсу Сайнти». На стадионе состоялись церемонии открытия и закрытия Летних юношеских Олимпийских игр 2014; стадион будет принимать и 10-е национальные игры КНР. Спортивный центр является крупнейшим в провинции Цзянсу. Кроме проекта стадиона осуществлялось 14 других крупномасштабных проектов строительства в Цзянсу, в основном за счёт государственных инвестиций. На возведение стадиона было затрачено 4 млрд юаней.